# Fàbrica dels Pans de Carbó
La Fàbrica dels Pans de Carbó és una obra del municipi d'Ogassa (Ripollès) inclosa en l'Inventari del Patrimoni Arquitectònic de Catalunya.

## Descripció
Es tracta d'un edifici de planta rectangular i coberta a dues vessants. Es distingeixen dos cossos: un de quadrat amb planta i pis i un d'allargat que només té planta baixa. Les obertures finestres i portes són d'arc de mig punt fetes de carreus ben tallats, els murs són de paredat de pedra irregular sense formar filades. És l'únic exemple conservat d'aquest tipus d'instal·lació industrial que aprofitava el carbó per a fabricar briquetes o pans de carbó. Eren unes pedes de 40 x 20 cm que s'utilitzaven com a combustible per a les màquines de vapor dels trens de finals del segle xix fins que aquestes van ser substituïdes per locomotores elèctriques.

## Història
Des de finals del segle xviii que es coneix l'existència de jaciments de carbó al municipi d'Ogassa. Una de les mines més emblemàtiques del conjunt de Surroca, és la Mina Dolça construïda entre 1863 i 1865. En temps de la Guerra Civil l'explotació va passar per un mal moment, després es va produir una revifalla: augment de la producció de carbó i creixement del nucli de Surroca. L'activitat minera va acabar l'any 1967.
El jaciment de carbó d'Ogassa, d'una extensió d'uns 25 km², és d'hulla. Un cop extret el material es rentava i classificava segons la seva destinació. Al costat dels rentadors, situats a la plaça Dolça, es va construir la fàbrica dels pans, barrejaven pols de carbó i brea que augmentava el poder de combustió.